# Вівсяники (Хмільницький район)
Вівся́ники — село в Україні, у Самгородоцькій сільській громаді Хмільницького району Вінницької області.
У селі народилася українська письменниця Павлина Андрієнко-Данчук.

## Географія
Селом протікає річка Питай, ліва притока Десни.
Відстань до райцентру становить близько 39 км і проходить автошляхом Т 0227.

## Історія
Уперше село згадується в історичному документі 1755 року, коли збудована Петро-Павлівська дерев'яна церква. У травні 1861 року відбулося заворушення селян, 12 активних учасників його було покарано.
Під час проведеного радянською владою Голодомору 1932—1933 років померло щонайменше 205 жителів села.

## Населення
Станом на 1864 рік жителів православних 1040, римських католиків 24, євреїв 7; землі 3400 десятин, селище належало Леопольду Павловичу Меленевському (латинського сповідання).
Населення становить 834 особи. За даними перепису населення 2001 року національний склад за рідною мовою: українська 98,2 %, російська 1,32 %, молдовська 0,24 %, білоруська 0,12.

## Люди
- У селі народилася українська письменниця Павлина Андрієнко-Данчук.
- У роки війни 1941—1945 рр. над територією села під час повітряного бою загинув льотчик Марихін. В увіковічення його пам'яті біля церкви розташований пам'ятник.